# Eutrias tritoma
Eutrias tritoma är en stekelart som först beskrevs av Thomson 1862.  Eutrias tritoma ingår i släktet Eutrias, och familjen glattsteklar. Arten är reproducerande i Sverige.